# De Virginitate Beatae Mariae. Adversus Helvidium
De Virginitate Beatae Mariae. Adversus Helvidium, tradotto come Sulla perpetua verginità di Maria. Contro Elvidio (o Della perpetua verginità di Maria Madre di Dio. Contro Elvidio , abbreviato come Sulla perpetua verginità di Maria è un trattato teologico in lingua latina, composto nel 383 da san Girolamo, Dottore della Chiesa, in risposta a Elvidio.
L'opera in stile apologetico tratta il dogma cristiano della Verginità perpetua di Maria, definito formalmente nel Secondo Concilio di Costantinopoli del 553 e condiviso dalla dottrina sia della Chiesa Cattolica sia della Chiesa Ortodossa, fra le altre denominazioni cristiane.
Contro le tesi eretiche di Elvidio, san Girolamo argomenta a favore di tre proposizioni:
1. san Giuseppe fu il padre putativo di Gesù Cristo, senza un'unione di carne con la sua vergine sposa;
2. i cosiddetti "fratelli" erano cugini, interpretando correttamente il testo ebraico;
3. lo stato di verginità è intrinsecamente migliore anche all'interno del matrimonio.